# The Allman Brothers Band
La Allman Brothers Band è stato un gruppo statunitense formatosi a Jacksonville, Florida, tra il 23 e il 26 marzo 1969 attorno ai fratelli Duane e Gregg Allman. Sono considerati i principali inventori del southern rock, genere nato dalla fusione di elementi del blues, del rock, del country e del jazz in generale.
La discografia ufficiale comprende dodici album studio, quattordici album live e sedici raccolte. Nel 1995 la Allman Brothers Band è entrata a far parte della Rock and Roll Hall of Fame.

## Storia del gruppo
(Gregg Allman)

### Duane e Gregg: gli inizi (1959-1968)
Howard Duane Allman nasce il 20 novembre 1946 a Nashville, nel Tennessee, seguito, l'8 dicembre 1947, dalla nascita di Gregory Lenoir Allman. Nel 1957, pochi anni dopo l'assassinio del padre, un ex sergente dell'esercito statunitense la famiglia si trasferisce a Daytona Beach, Florida, alla ricerca di migliori condizioni di vita.
Nell'estate del 1959 Duane e Gregg si recano al Nashville Auditorium per vedere il loro primo concerto di rock 'n'roll: si esibivano B.B. King e Jackie Wilson. Ricorda Gregg: 
(Gregg Allman)
Tornati in Florida, i fratelli iniziano a studiare musica seriamente. Nel 1960 Gregg consegna giornali per permettersi l'acquisto di una chitarra acustica modello Sears. Anni dopo l'acquisto dello strumento, dichiarerà: 
(Gregg Allman)
Duane abbandona la scuola per meglio dedicarsi allo studio della chitarra da autodidatta, mentre Gregg termina il liceo. A partire dal 1961 i fratelli suonano in vari complessi giovanili come chitarristi, e solo nel 1965 formano un proprio gruppo: gli Allman Joys. Questi suonano dal vivo cover di canzoni come I'll Go Crazy di James Brown e nel 1966 registrano il loro primo 45 giri proponente una reinterpretazione di Spoonful di Willie Dixon. Un anno dopo le scarse vendite del vinile e il basso successo riscosso dal gruppo conducono la band ad un inevitabile scioglimento.
Nel 1967 i fratelli formano gli Allman-Act assieme a Paul Hornsby, Johnny Sandlin e Mabron McKinney, che successivamente verrà rimpiazzato da Pete Carr. In breve tempo ottengono un'audizione dalla Liberty Records, che li mette sotto contratto e cambia il nome del gruppo in Hour Glass. La band registra due album: l'omonimo Hour Glass, nel 1967, e Power of Love, nel 1968. L'etichetta discografica, interessata quasi esclusivamente alle doti canore di Gregg, esercita uno stretto controllo sullo stile musicale del gruppo. Questo provoca una forte insoddisfazione tra i componenti della band, tanto che si scioglierà nel 1968. A causa degli impegni contrattuali, solo Gregg continuerà a lavorare per la Liberty Records.
Durante il suo girovagare per l'Alabama alla ricerca di una nuova band, Duane conosce Dickey Betts e Berry Oakley, all'epoca rispettivamente chitarrista e bassista dei Second Coming, e suona alcuni pezzi con il loro gruppo. In quel periodo collabora inoltre come session man a fianco di musicisti come Wilson Pickett, Aretha Franklin, Percy Sledge, Boz Scaggs e Herbie Mann.

### La nascita e l'esordio della Allman Brothers Band (1969-1970)

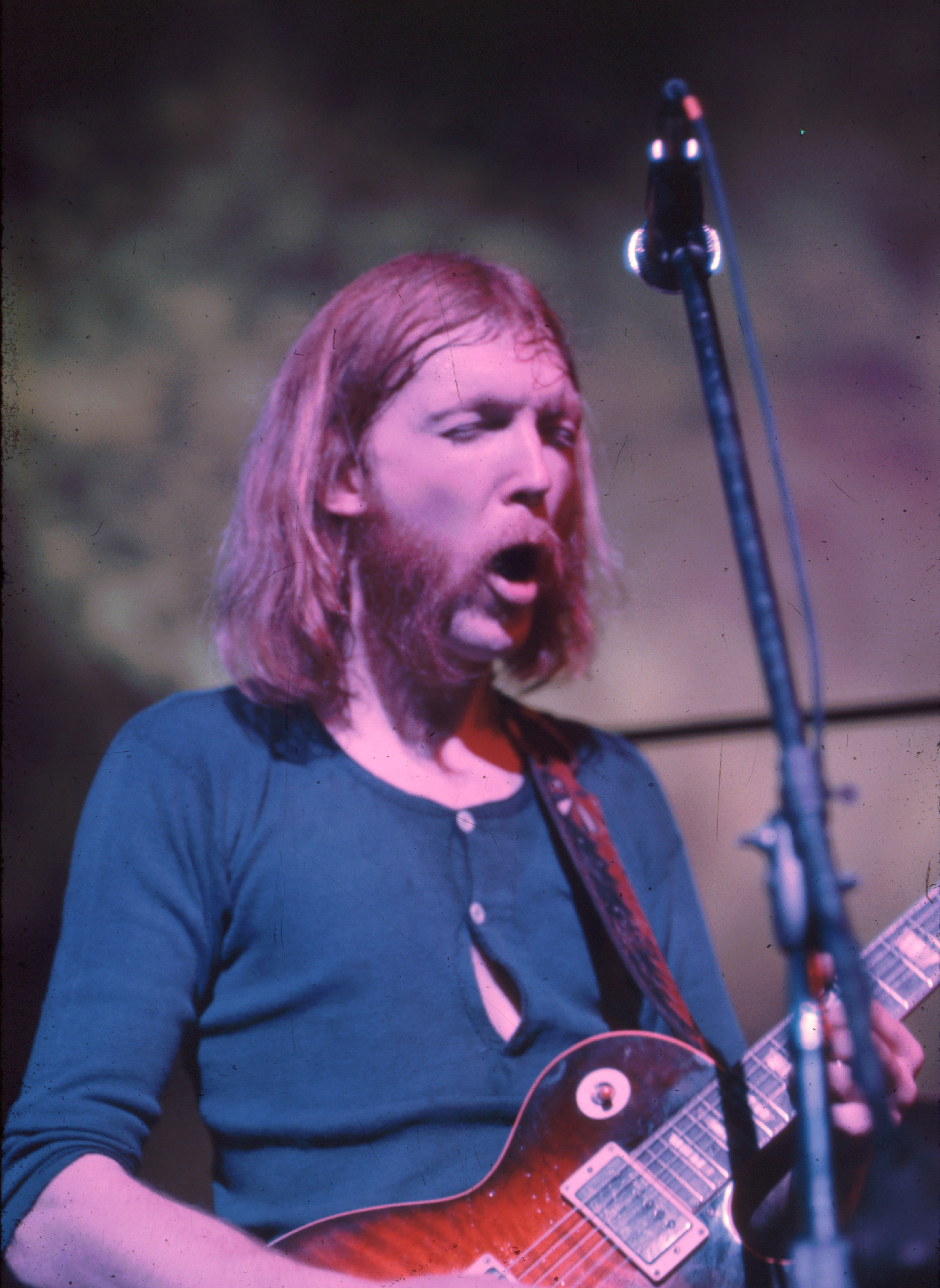
Duane Allman (1971)

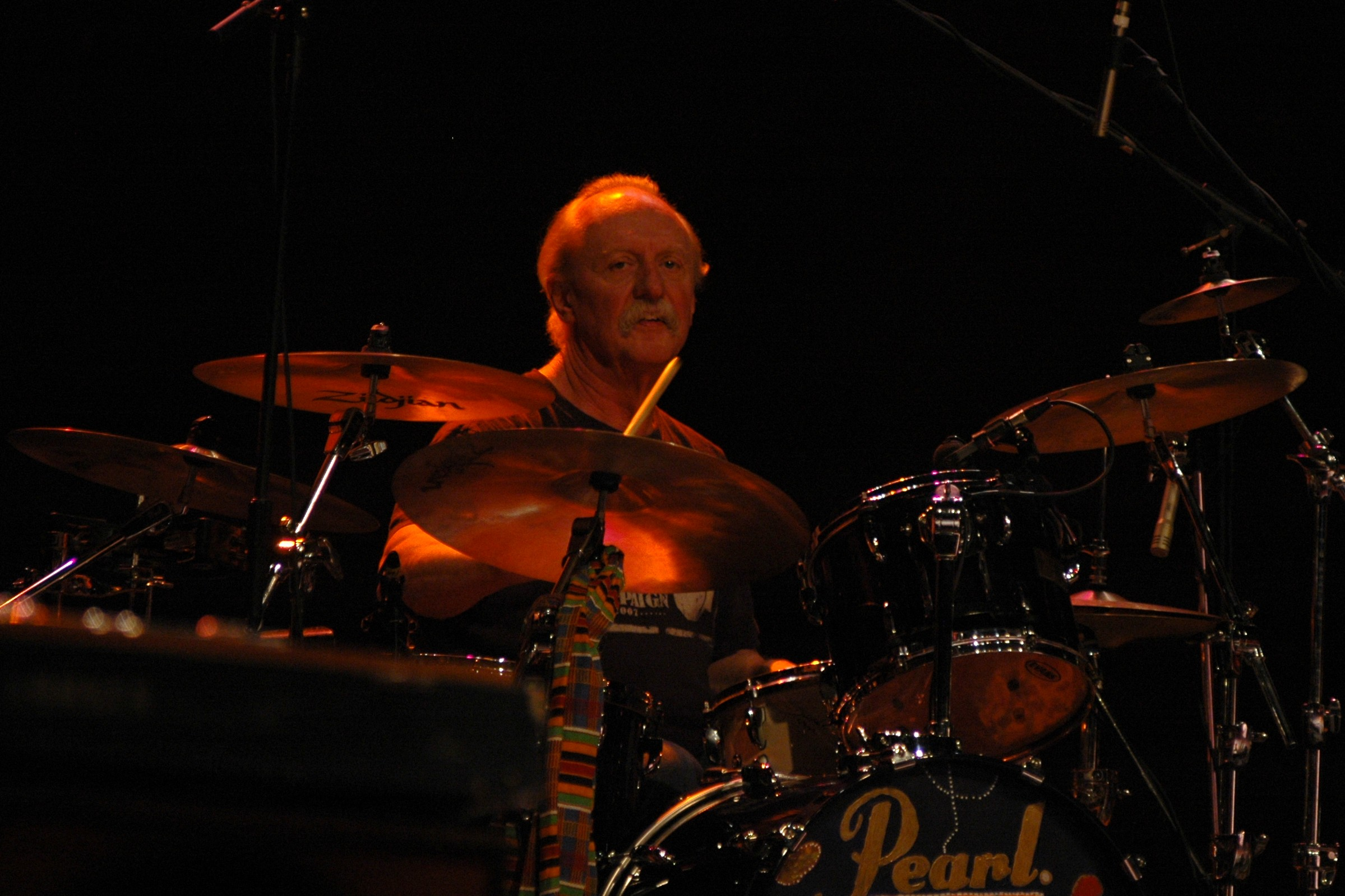
Butch Trucks (2007)

Il 23 marzo 1969 a Jacksonville, Butch Trucks, ex batterista dei The 31st of February e da tempo amico dei fratelli Allman, organizza nel suo garage una jam session tra amici assieme a Duane, Dickey Betts, Berry Oakley, Jay "Jaimoe" Johannson e Reese Wynams. Dopo una lunga improvvisazione di oltre tre ore che lascia increduli i partecipanti per la qualità della loro prestazione, i musicisti decidono di unirsi in quella che poco dopo diventerà la Allman Brothers Band. Il 24 marzo Duane telefona a Gregg per raccontargli della jam del giorno prima, convincendolo così ad unirsi al gruppo in qualità di cantante, organista e tastierista: Reese Wynams infatti ha rifiutato di unirsi al gruppo. Il 25 marzo Gregg arriva da Los Angeles e quattro giorni dopo la Allman Brothers Band tiene il primo concerto al Jacksonville Beach Coliseum. La formazione del gruppo è dunque composta da Gregg Allman al microfono e alle tastiere, Duane Allman e Dickey Betts alle chitarre, Butch Trucks e Jai Johanson alle batterie e Berry Oakley al basso.
Due settimane dopo vengono messi sotto contratto da Phil Walden che aveva da poco fondato la Capricorn Records assieme al fratello Adam Walden e Frank Fenter.
La band si esibisce in numerosi live show tra cui l'importante Atlanta International Pop Festival del 1969 nel quale, davanti ad oltre 100.000 spettatori, condivide il palco con gruppi come Canned Heat, Creedence Clearwater Revival e Led Zeppelin.

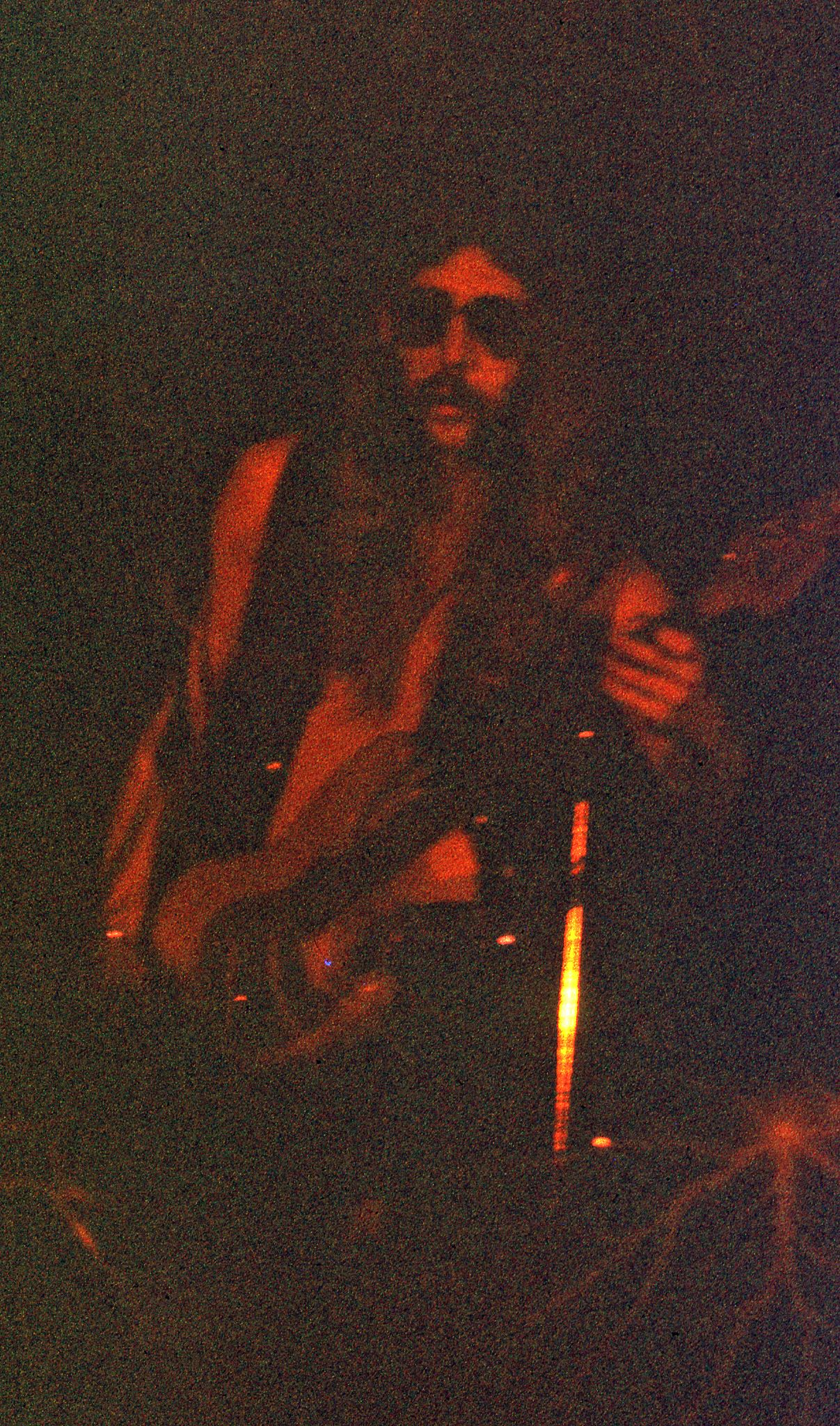
Berry Oakley (1972)

Nel novembre dello stesso anno esce, prodotto da Adrian Barber sotto l'etichetta della Capricorn Records, The Allman Brothers Band, omonimo album di debutto registrato solo due mesi prima negli Atlantic Recording Studios di New York. L'album si piazza al numero 188 della Billboard 200, mentre Dreams, l'unico singolo tratto dall'album, non riesce a classificarsi nella Billboard Hot 100. Il principale autore del disco è Gregg Allman: cinque dei sette brani dell'album sono opera sua (gli altri due sono le reinterpretazioni di Don't Want You No More e Trouble No More), e tra questi vi è anche la celebre Whipping Post, che in seguito diventerà una delle 500 canzoni che hanno formato il rock and roll secondo la Rock and Roll Hall of Fame.

L'accoglienza riservata all'album dalla critica è generalmente molto positiva. All Music lo definirà un forte, potente disco di blues elettrico con elementi soul.

Di fatto The Allman Brothers Band è un album blues rock rivisto in chiave hard rock e psichedelica grazie all'utilizzo dell'organo e della chitarra slide, strumenti che diventeranno marchi di fabbrica del gruppo. Da questo disco nasce inoltre una prima versione del southern rock, che in seguito verrà arricchito di elementi musicali dagli stessi Allman Brothers e da diverse band che ne faranno il loro marchio di fabbrica, come i Lynyrd Skynyrd.
Il gruppo intanto continua a esibirsi in giro per gli States con una media di 250 concerti tenuti tra l'inizio del 1969 e la fine del 1970. Nel febbraio 1970 la band si esibisce al Fillmore East; il concerto uscirà nel 1996 nell'album Fillmore East, February 1970. Ad aprile gli Allman Bros. suonano invece al Ludlow Garage di Cincinnati; la registrazione del concerto sarà il contenuto dell'album Live at Ludlow Garage: 1970, che uscirà nel 1991. Partecipano anche alla seconda edizione dell'Atlanta International Pop Festival, con un pubblico stimato tra i 350.000 e i 500.000 spettatori. Solo nel luglio 2003 uscirà Live at the Atlanta International Pop Festival: July 3 & 5, 1970, un doppio album contenente la registrazione dell'esibizione del gruppo.

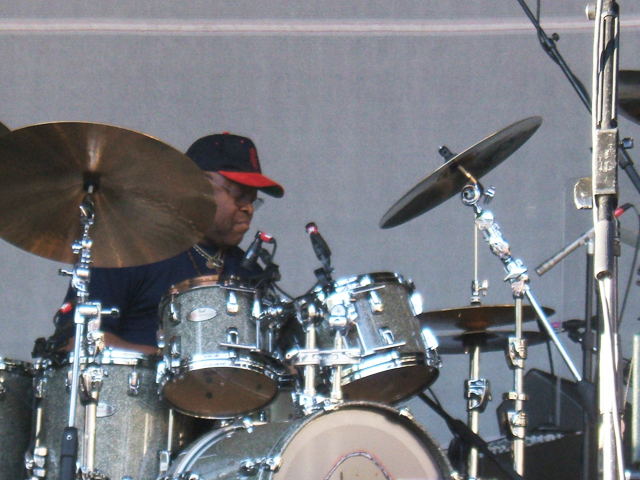
Jai Johanny Johanson (2009)

Tra il febbraio e il luglio dello stesso anno, la band aveva inoltre partecipato alle registrazioni dell'album Idlewild South tenutesi nei Capricorn Sound Studios di Macon (Georgia) e i Criteria Studios di Miami, Florida. Il disco esce nel mese di settembre, prodotto da Tom Dowd per la Capricorn Records, e riscuote un successo commerciale molto maggiore rispetto al precedente, raggiungendo il numero 38 nella Billboard Charts. Dei singoli estratti dall'LP, Revival e Midnight Rider entrano a far parte della Billboard Hot 100, classificandosi rispettivamente al novantaduesimo e al diciannovesimo posto, anche se il singolo Midnight Rider vedrà la luce sul mercato ben due anni dopo l'uscita dell'album. L'album contiene i primi due brani composti da Dickey Betts: il già citato Revival e la celebre In Memory of Elizabeth Reed, il primo pezzo strumentale del gruppo dedicato alla defunta Elizabeth Reed Napier sepolta al Rose Hill Cemetery di Macon, luogo dove Dickey Betts era solito scrivere. Eccetto l'unica cover presente nell'LP, quella di Hoochie Choochie Man che vede Berry Oakley alla prima ed unica prova da cantante, i restanti brani sono di Gregg Allman.

Di nuovo, la critica è generalmente entusiasta del lavoro svolto dal gruppo ma Duane dichiara di sentirsi frustrato poiché in studio la band non riesce ad esprimere le proprie capacità come dal vivo e dunque annuncia l'imminente uscita di un nuovo album live .
Alla fine dell'estate viene inoltre registrato Layla and Other Assorted Love Songs, primo e unico album studio dei Derek and the Dominos, che aveva visto la partecipazione di Duane come chitarrista. Grazie alla vicinanza tra Duane e il supergruppo di Eric Clapton, i fratelli Allman, Betts e Oakley della Allman Brothers Band suonano una jam assieme a Clapton e Bobby Whitlock dei Derek and the Dominos. La jam verrà inclusa vent'anni dopo nel secondo disco di The Layla Sessions: 20th Anniversary Edition.
Sul finire dell'anno, il 13 dicembre 1970, gli Allman Bros. si esibiscono all'American University di Washington; la registrazione del concerto uscirà nel 2002 nel disco American University 12/13/70. Lo stesso mese, Layla and Other Assorted Love Songs vede la luce sul mercato.

### La consacrazione del gruppo (1971-1972)

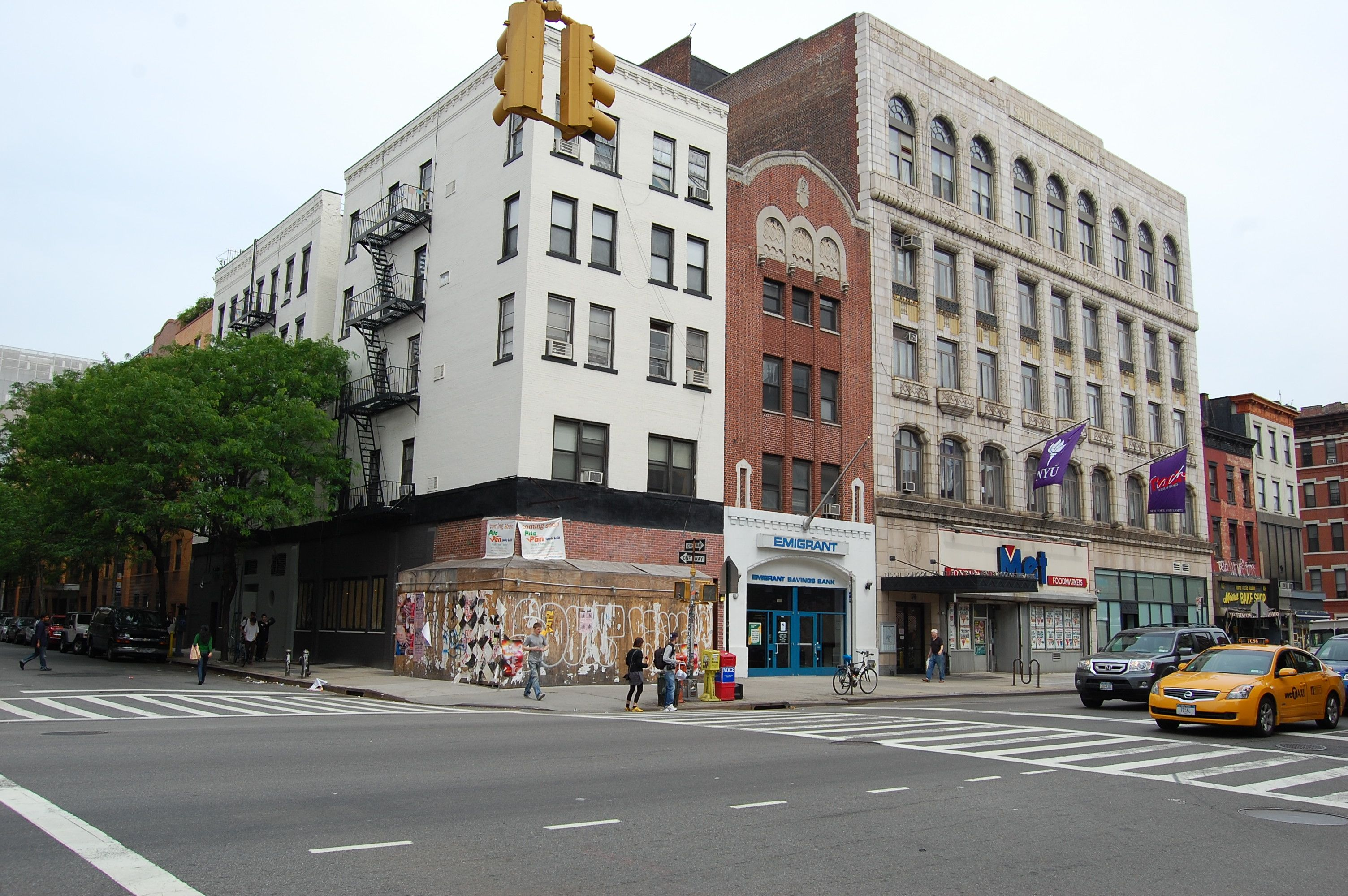
L'edificio del Fillmore East

Nelle serate del 12 e 13 marzo 1971 vengono registrati i concerti tenuti dagli Allman Brothers presso il Fillmore East di Bill Graham.

Nove giorni dopo la registrazione del secondo concerto tutti i componenti del gruppo si trovano assieme al loro staff in un ristorante di Jackson, Alabama, quando un poliziotto nota un membro della band apparentemente sotto l'effetto di sostanze stupefacenti. Questo induce l'agente ad effettuare un'indagine e durante questa nota della droga su un sedile dell'auto del gruppo. La band e l'entourage vengono così arrestati per possesso di marijuana ed eroina.
Nel luglio dello stesso anno una parte delle registrazioni dei concerti tenuti il 12 e 13 marzo diventa uno dei primi doppi LP dal vivo della storia: esce infatti At Fillmore East, prodotto nuovamente da Tom Dowd per la Capricorn Records. L'album, che presenta rivisitazioni di classici del blues e canzoni degli stessi Allman Brothers contenenti numerose e lunghe improvvisazioni in stile jazz al loro interno, raggiunge il tredicesimo posto nella Billboard Charts e si afferma subito come uno degli album più importanti mai registrati dal vivo. Nel 1992 uscirà The Fillmore Concerts, contenente l'intera registrazione dei due concerti e nel 2003 sarà la volta di At Fillmore East: Deluxe Edition, che proporrà nuovo materiale prelevato dalle raccolte Duane Allman: An Anthology e Dreams.
Nel maggio 2007 Dickey Betts dirà in merito a At Fillmore East:
(Forrest Richard "Dickey" Betts)
Nel 2004 l'album è stato aggiunto alla National Recording Registry: una lista di registrazioni culturalmente e storicamente importanti che riflettono la vita negli Stati Uniti d'America.
Malgrado l'ormai forte dipendenza da droghe da parte dei componenti del gruppo, la Allman Brothers Band continua una frenetica attività live: dal concerto tenutosi il 17 agosto a Boston uscirà, nel 2007, l'album Boston Common, 8/17/71, mentre dall'esibizione del 19 settembre all'Università statale di Stony Brook verrà ricavato, nel 2003, l'album S.U.N.Y. at Stonybrook: Stonybrook, NY 9/19/71.

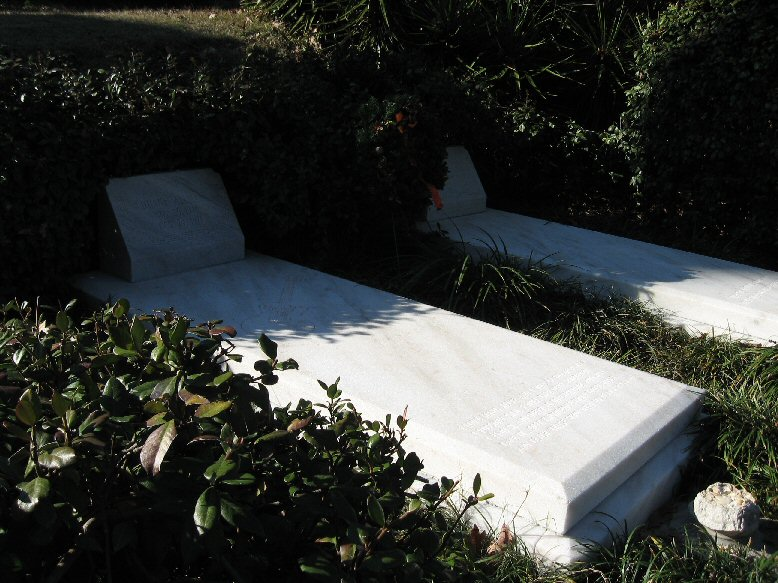
Le tombe di Duane Allman e Berry Oakley nel Rose Hill Cemetery di Macon (Georgia).

Gli Allman Brothers sono ormai affermati a livello mondiale, ma la tragedia è dietro l'angolo. Il 29 ottobre 1971, a Macon, durante un periodo di pausa dalle registrazioni e dalle esibizioni dal vivo, Duane sta guidando la sua motocicletta, una Harley-Davidson Sportster, quando cerca di sorpassare un camion che però gli taglia la strada. Il musicista sbatte la testa contro il retro del veicolo e cade dalla moto, riportando gravi danni fisici. Muore poco dopo, all'età di soli 24 anni. Viene in seguito seppellito nel Rose Hill Cemetery di Macon, lo stesso di Elizabeth Reed Napier.
L'avvenimento ha un forte impatto sul gruppo, in particolar modo su Gregg. In un'atmosfera di profondo sconforto, ai Criteria Studios di Miami vengono ultimate le registrazioni dell'album Eat a Peach, che esce nel febbraio 1972 prodotto da Tom Down per la Capricorn Records. Il curioso nome dell'album (Mangia una pesca in italiano) prende spunto da una dichiarazione che Duane aveva fatto qualche giorno prima della sua morte: quando un intervistatore gli aveva chiesto cosa stesse facendo per aiutare la rivoluzione culturale pacifista dell'epoca, egli aveva replicato che tutte le volte che si trovava in Georgia mangiava una pesca in segno di pace. Il disco raggiunge il quarto posto nella Billboard Charts e, dei singoli estratti dall'album, Melissa e One Way Out (brano inedito di At Fillmore East) raggiungono l'ottantaseiesimo posto della Billboard Hot 100 mentre Ain't Wastin' Time No More si piazza al numero settantasette della medesima lista. Oltre ai già citati brani, Eat a Peach comprende anche Little Martha, primo e unico brano composto da Duane Allman per il gruppo, e la celebre Blue Sky di Dickey Betts, dedicata alla futura moglie Sandy "Bluesky" Wabegijig e che vede Betts alla prima prova da cantante.
Sempre nel febbraio del 1972 il gruppo si esibisce al Macon City Auditorium e oltre trent' anni più tardi, nel 2004, usciranno le registrazioni del concerto nell'album Macon City Auditorium: 2/11/72.
In ottobre la band comincia a registrare l'album Brothers and Sisters al Capricorn Sound Studios di Macon. Ben lungi dal voler rimpiazzare Duane alla chitarra, il gruppo opta per l'aggiunta di un nuovo tastierista: Chuck Leavell, un musicista blues e jazz.

Durante le registrazioni dell'album, avviene però una nuova disgrazia. L'11 novembre 1972, a soli tre isolati di distanza dal luogo dell'incidente di Duane, Berry Oakley muore a 24 anni dopo essersi schiantato contro un autobus mentre si trovava alla guida della sua motocicletta.

### Il cambio di stile (1973)
A maggio gli Allman Brothers suonano al Nassau Coliseum Long Island di New York; il concerto verrà inciso nel disco Nassau Coliseum, Uniondale, NY: 5/1/73, che uscirà nel 2005.
Ai Capricorn Sound Studios, il gruppo aveva nel frattempo terminato le registrazioni di Brothers and Sisters assieme al nuovo bassista Lamar Williams. L'album esce nell'agosto 1973, prodotto da Johnny Sandlin e la Allman Brothers Band per la Capricorn Records. La morte di Duane aveva reso Betts il leader del gruppo assieme a Gregg; tale cambiamento ne aveva provocato uno anche nelle sonorità della band: rispetto ai precedenti lavori del gruppo, Brothers and Sisters presenta meno elementi hard rock e psichedelici in favore di un'atmosfera maggiormente orientata al country rock. Il disco, raggiungendo il primo posto della Billboard Hot 100, si rivela il maggiore successo commerciale dell'intera carriera degli Allman Brothers. Due brani di Betts entrano inoltre nella Billboard Singles: Ramblin' Man si piazza al secondo posto mentre la strumentale Jessica, dedicata da Betts all'omonima figlia da poco nata, raggiunge il sessantacinquesimo posto. Come Whipping Post, anche Ramblin' Man entra a far parte delle 500 canzoni che hanno formato il rock and roll secondo la Rock and Roll Hall of Fame. Nel 1995 Jessica vincerà un Grammy come migliore canzone rock strumentale.
Poco dopo l'uscita dell'album la Allman Brothers Band si esibisce davanti a 600.000 spettatori al festival di Watkins Glen, in uno dei concerti con il maggior numero di paganti della storia. L'esibizione del gruppo dura tre ore, seguita poi da quella della Band, della medesima durata, e infine da quella dei Grateful Dead, che offrono ben cinque ore di spettacolo.
A novembre esce inoltre Laid Back, il primo album solista di Gregg Allman che aveva visto la partecipazione di Butch Trucks, Jai Johanson e Chuck Leavell della Allman Brothers Band.
Lo stesso anno esce inoltre Beginnings, la prima raccolta del gruppo, che include interamente gli album The Allman Brothers Band e Idlewild South.

### I conflitti e lo scioglimento del gruppo (1974-1976)

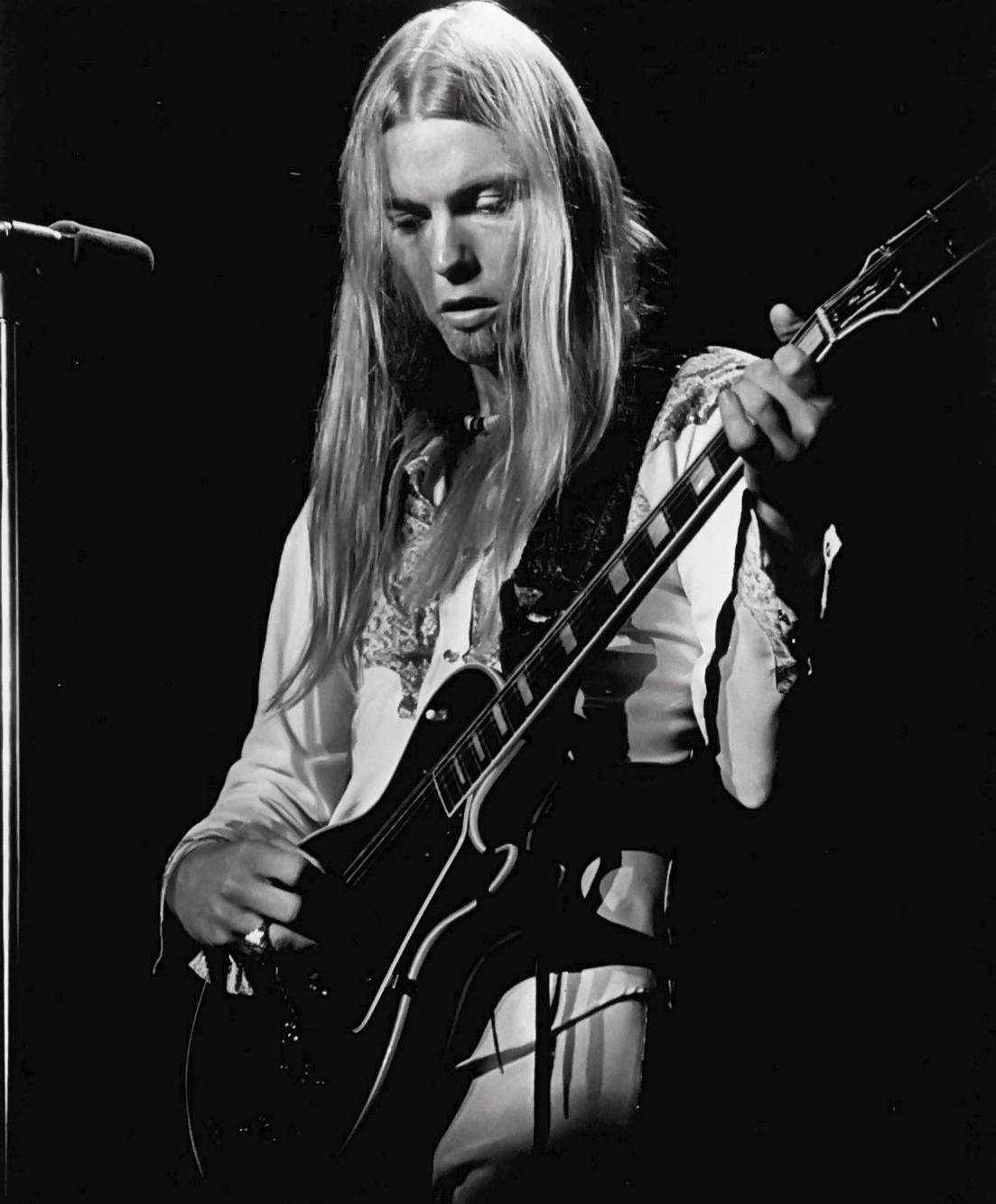
Gregg Allman (1975)

Durante il 1974 Gregg Allman si dedica quasi interamente alla sua carriera solista con il Gregg Allman Tour. Betts, con il supporto di Chuck Leavell e Reese Wynams della Allman Brothers Band, si esibisce invece in un tour personale e registra il suo primo album solista: Highway Call.
Nel giugno 1975, durante le registrazioni dell'album Win, Lose or Draw, Gregg sposa Cherylin Sarkisian LaPierre, meglio conosciuta come Cher. A causa degli impegni matrimoniali buona parte di ciò che viene cantato e suonato da Gregg per il nuovo disco viene registrato al Record Plant Studios di Los Angeles, mentre il resto della band registra dall'altra parte del Paese, nei Capricorn Studios di Macon. A causa di impegni personali, i batteristi Butch Trucks e Jai Jamone Johanson vengono inoltre rimpiazzati da Johnny Sandlin e Bill Stewart nella registrazione del brano Sweet Mama. Questo, unito alla forte pubblicità che la stampa esercita sul rapporto tra Gregg e Cher, causa forti tensioni all'interno del gruppo. Il risultato di tutto questo è un album poco apprezzato dalla critica ma che vende comunque bene, classificandosi al numero cinque della Billboard Charts. È di nuovo Dickey Betts a produrre la maggior parte del materiale: sono sue tre canzoni su sette, tra cui Louisiana Lou and Three Card Monty John, l'unico brano dell'album a classificarsi nella Billboard Hot 100, più precisamente al settantottesimo posto. I restanti brani sono Nevertheless e Win, Lose or Draw di Gregg Allman e le reinterpretazioni di Can't Lose What You Never Had e Sweet Mama.
Lo stesso anno esce anche la seconda compilation del gruppo: The Road Goes on Forever, contenenti vari brani prelevati dai primi cinque LP della band.
I contrasti già presenti nel gruppo raggiungono il loro culmine nel 1976, quando Gregg Allman e alcuni farmacisti di Macon divengono oggetto di indagine federale per un presunto giro di droga. Ad Allman viene offerta l'immunità dai procedimenti giudiziari in cambio della sua testimonianza che è stata in parte usata per accusare di spaccio di stupefacenti il farmacista Joe Fuchs e l'organizzatore dei tour del gruppo John "Scooter" Herring. Fuchs viene dichiarato colpevole e nel processo di John Herring, Allman asserisce di aver acquistato la droga da questi in ben quindici occasioni. Herring viene infine dichiarato colpevole e condannato a due anni di carcere. Il resto della band è indignata dal comportamento tenuto da Allman. Betts decide di formare un nuovo gruppo, i Dickey Betts & Great Southern, mentre Johanson, Leavell e Williams entrano a far parte dei Sea Level in pianta stabile, essendo già stati componenti del gruppo. La Allman Brothers Band si scioglie così ufficialmente.
Nonostante tutto nel novembre 1976 la Capricorn Records pubblica un nuovo doppio LP dal vivo: Wipe the Windows, Check the Oil, Dollar Gas, che presenta registrazioni di vari brani suonati live dal gruppo in un periodo di tempo compreso tra il 31 dicembre 1972 e 24 ottobre 1975. L'album non viene particolarmente apprezzato dalla critica e si classifica al numero 75 della Billboard Albums, diventando il secondo minor successo commerciale del gruppo, compilation escluse.

### La reunion e il nuovo scioglimento (1977-1982)

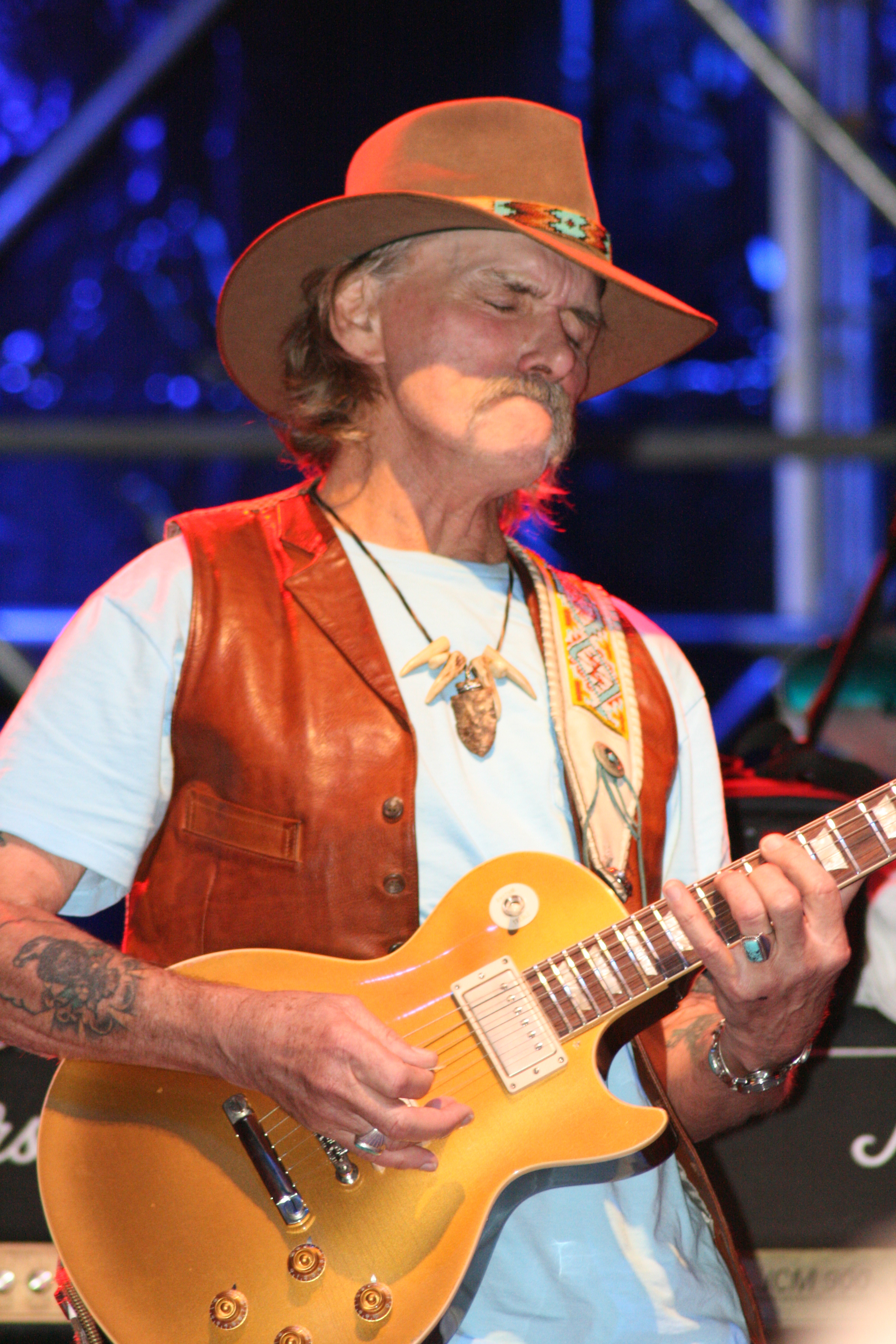
Dickey Betts (2008)

Nel novembre del 1977, mentre Betts è nel pieno delle registrazioni del suo terzo album solista, Atlanta's Burning Down, Gregg telefona a Phil Waden per comunicargli le sue intenzioni di voler riformare la Allman Brothers Band. I due volano a Miami, dove Betts sta lavorando al nuovo album, e parlano della possibilità di riunire la band. Pochi mesi dopo i vecchi componenti del gruppo si riuniscono a Lakeside Park, non lontano da Macon. Riformare la band non è però impresa semplice: da quando la Allman Brothers Band si era separata due anni prima, i componenti del gruppo avevano intrapreso percorsi musicali differenti. L'idea aveva però convinto i fondatori del gruppo che, nel luglio del 1978, durante un concerto dei Great Southern, suonano di nuovo insieme per la prima volta da oltre due anni.
La Allman Brothers Band viene così ufficialmente riformata da Betts (ora leader del gruppo), Allman, Trucks, Johanson, Dan Toder e David Goldflies. Gli ultimi due sono rispettivamente nuovo chitarrista e nuovo bassista e vanno a rimpiazzare Leavell e Williams, ormai decisi a dedicarsi esclusivamente ai Sea Level.
Nel mese di dicembre il gruppo lavora ai Criteria Studios di Miami sul nuovo album Enlightened Rogues, che vede la luce nel mese di febbraio 1979 ed è prodotto da Tom Dowd. Il nome dell'album (traducibile in italiano come Ladri Illuminati) prende spunto dal soprannome che Duane aveva dato al gruppo. Il disco ottiene un buon successo commerciale: si classifica nono nella Billboard Charts ed è di nuovo di Betts l'unico singolo a classificarsi nella Billboard Hot 100: si tratta di Crazy Love, che raggiunge la ventinovesima posizione. La critica lo valuta generalmente come un buon disco: All Music lo definisce l'album migliore del gruppo dai tempi di Brothers and Sisters.
Dopo l'uscita dell'album l'interesse precedentemente formatosi intorno alla riunione del gruppo comincia a svanire: il southern rock passa ormai di moda e la Capricorn Records fallisce poco tempo dopo. La Allman Brothers Band firma allora per la Arista Records.
Con la nuova etichetta gli Allman Brothers registrano due nuovi album. Il primo è Reach for the Sky, registrato interamente nel maggio 1980 ai Pyramid Eye Recording Studio di Lookout Mountain (Tennessee). L'album esce tre mesi dopo, prodotto da Mike Lawler e Johnny Cobb, e si piazza al numero ventisette della Billboard Charts, mentre la critica non apprezza particolarmente il lavoro. Sono ben sei su otto i brani di Betts, definito da Rolling Stone Magazine il leader incontrastato del gruppo. Solo il singolo Angeline si classifica nella Billboard Hot 100, arrivando al cinquantottesimo posto.
Dopo l'uscita del disco, Johanson viene licenziato dal gruppo a causa di problemi professionali e personali di varia natura. Il gruppo decide allora di sostituirlo con David "Frankie" Toler, che aveva già militato nella Gregg Allman Band, e aggiunge Mike Lawler alle tastiere.
Con questa formazione il gruppo registra l'album Brothers of the Road agli studi Young'un Sound di Nashville. Il disco esce nell'agosto 1981, cinque mesi dopo la sua registrazione, e si classifica quarantaquattresimo nella Billboard Charts. L'unico singolo dell'album a piazzarsi nella Billboard Hot 100 è Straight from the Heart di Betts che raggiunge il picco dell'undicesimo posto.
A questo punto il southern rock ha fatto definitivamente il suo corso ed il gruppo è praticamente a corto di idee, tanto che nel gennaio 1982 la Allman Brothers Band finisce inevitabilmente per sciogliersi nuovamente.

### Il revival (1989-2014)

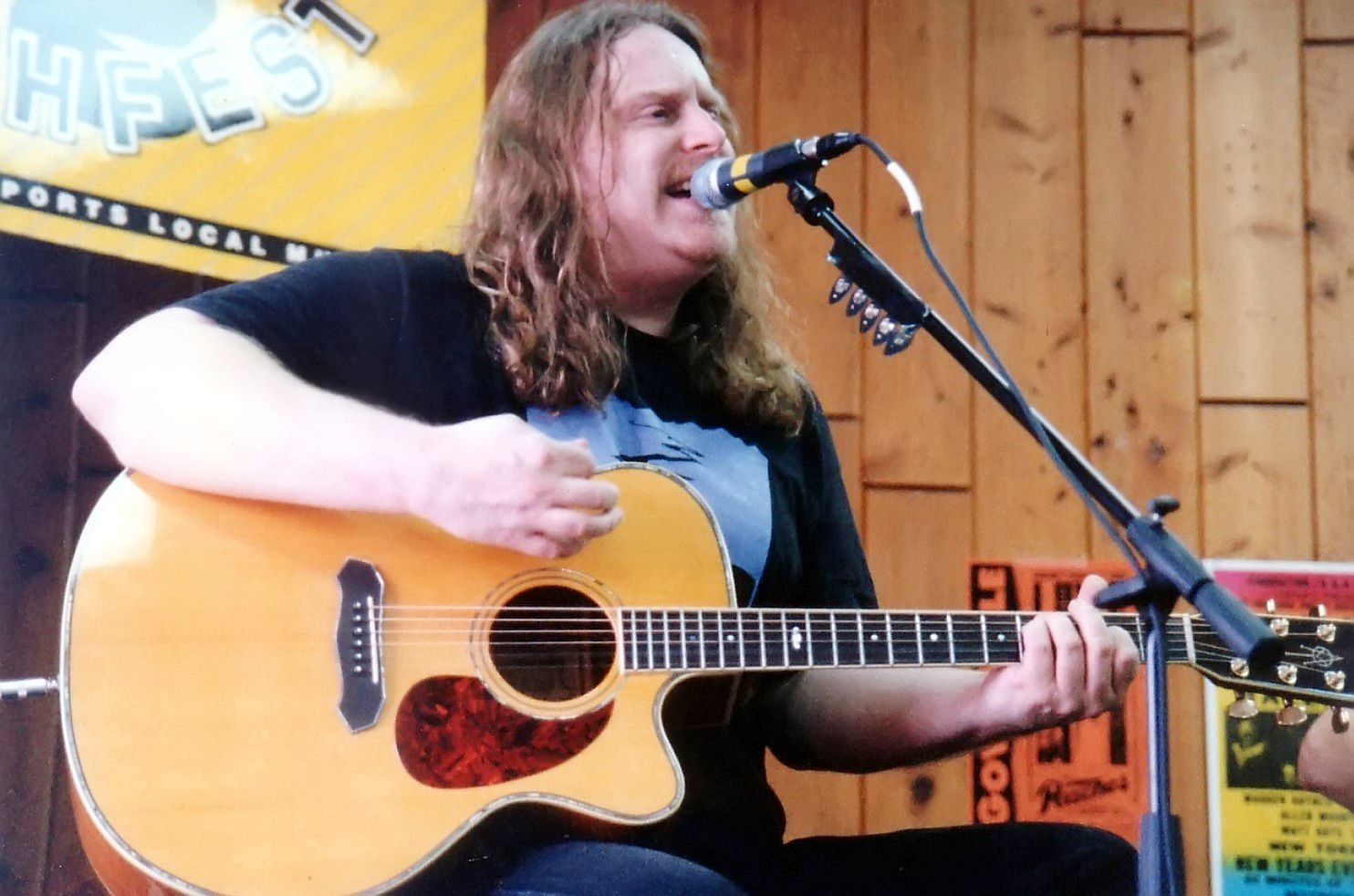
Warren Haynes (2006)

Già da tempo Betts avrebbe voluto risuonare con Gregg; l'occasione si presenta nel 1989: in risposta alla popolarità riscossa dalla raccolta Dreams, la Allman Brothers Band si riunisce. Warren Haynes (chitarra e voce), Allen Woody (basso) e Johnny Neel (armonica e tastiere) della Dickey Betts Band si uniscono a Gregg, Betts, Trucks e Johanson, nuovamente batterista del gruppo. Neel abbandonerà il gruppo circa un anno dopo.
La nuova formazione firma per la Epic Records e nell'aprile 1990 registra l'album Seven Turns ai Criteria Studios. L'album esce sei mesi dopo, ricevendo generalmente recensioni positive dalla critica e si classifica al numero 53 della Billboard Charts. Nessun singolo estratto dall'album riesce invece a raggiungere la Billboard Hot 100 ma sono invece ben tre i singoli a classificarsi nella Mainstream Rock Songs: Good Clean Fun, Seven Turns e It Ain't Over Yet raggiungono rispettivamente le posizioni numero uno, numero dodici e numero ventisei.

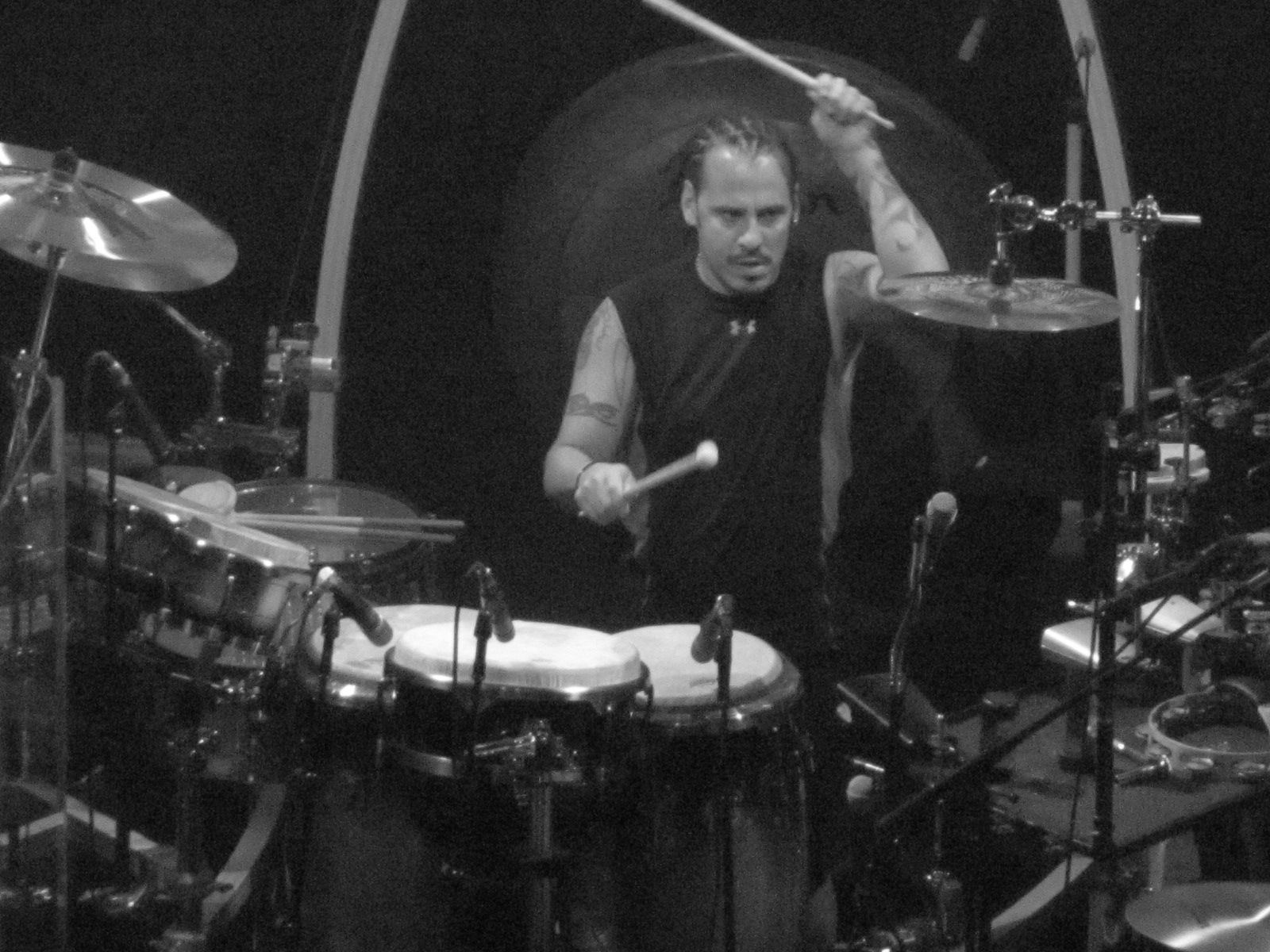
Marc Quiñones (2011)

È poi la volta dell'album Shades of two Worlds, registrato nell'aprile 1991 e uscito nel luglio dello stesso anno. Il disco ottiene un discreto successo di vendite piazzandosi al numero 85 della Billboard Charts e viene accolto positivamente dalla critica. Betts e Haynes firmano la maggior parte delle tracce presenti nell'album ma è la collettiva End of the Line a classificarsi nella Mainstream Rock Songs, più precisamente al numero due.
Nel dicembre 1991 e nel marzo 1992 viene registrato un nuovo album live: An Evening with the Allman Brothers Band: First Set, che vede la luce poco dopo e raggiunge il numero 80 nella Billboard Charts. Questo propone brani estratti principalmente dai primi album del gruppo e dai più recenti Seven Turns e Shades Of The Two Worlds. L'album ha inoltre la peculiarità di essere stato registrato principalmente tramite l'impiego di strumenti acustici, aspetto che conferisce al disco una sonorità raramente utilizzata dagli Allman Brothers. Tre anni dopo arriva An Evening with the Allman Brothers Band: 2nd Set (numero 88 nella Billboard) che ripropone una versione unplugged di alcuni storici brani del gruppo.

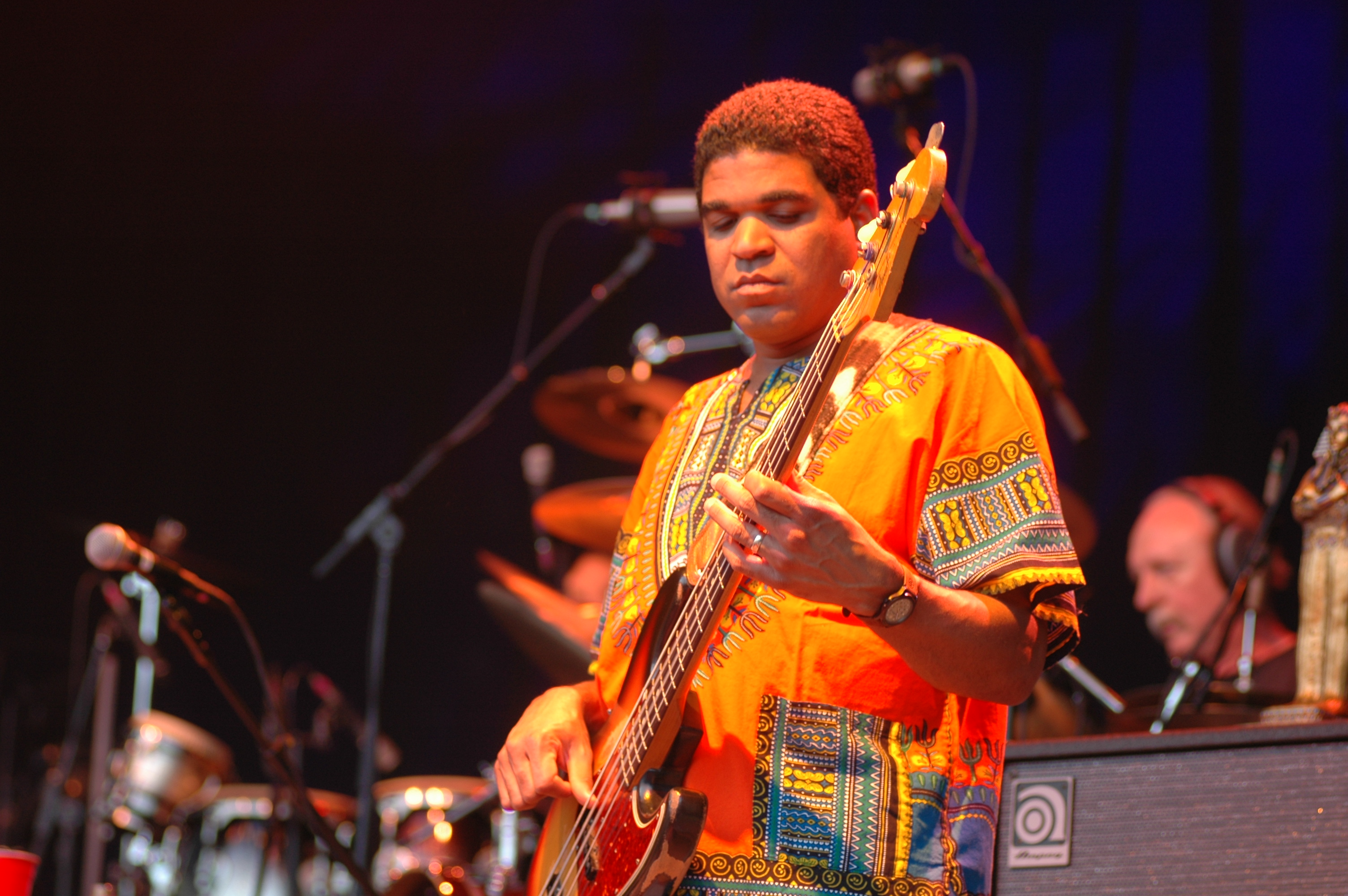
Oteil Burbridge (2007)

Nel gennaio 1994 ai BR Ranch Studios di Jupiter, Florida, viene registrato l'album Where It All Begins (numero 45 nella Billboard) che vede i singoli Back Where It All Begins e No One to Run With apparire ai numeri 29 e 7 della Mainstream Rock Songs.
Nel 1997 Warren Haynes e Allen Woody abbandonano il gruppo per dedicarsi interamente alla loro band: i Gov't Mule. Vengono rimpiazzati da Oteil Burbridge (basso), Marc Quiñones (percussioni) e Jack Pearson (chitarra), che due anni dopo verrà a sua volta sostituito da Derek Trucks, nipote di Butch Trucks. Con questa formazione, il gruppo registra nel marzo del 2000 il nuovo album live Peakin' At The Beacon che vede la luce nel novembre dello stesso anno. 

### L'allontanamento di Dickey Betts
Lo stesso anno, si registra l'uscita di scena dell'allora leader Dickey Betts che abbandona il gruppo a causa delle sue idee riguardanti la band, fortemente in contrasto quelle di Gregg Allman.
In un'intervista Gregg dichiarerà in merito:
(Gregg Allman)

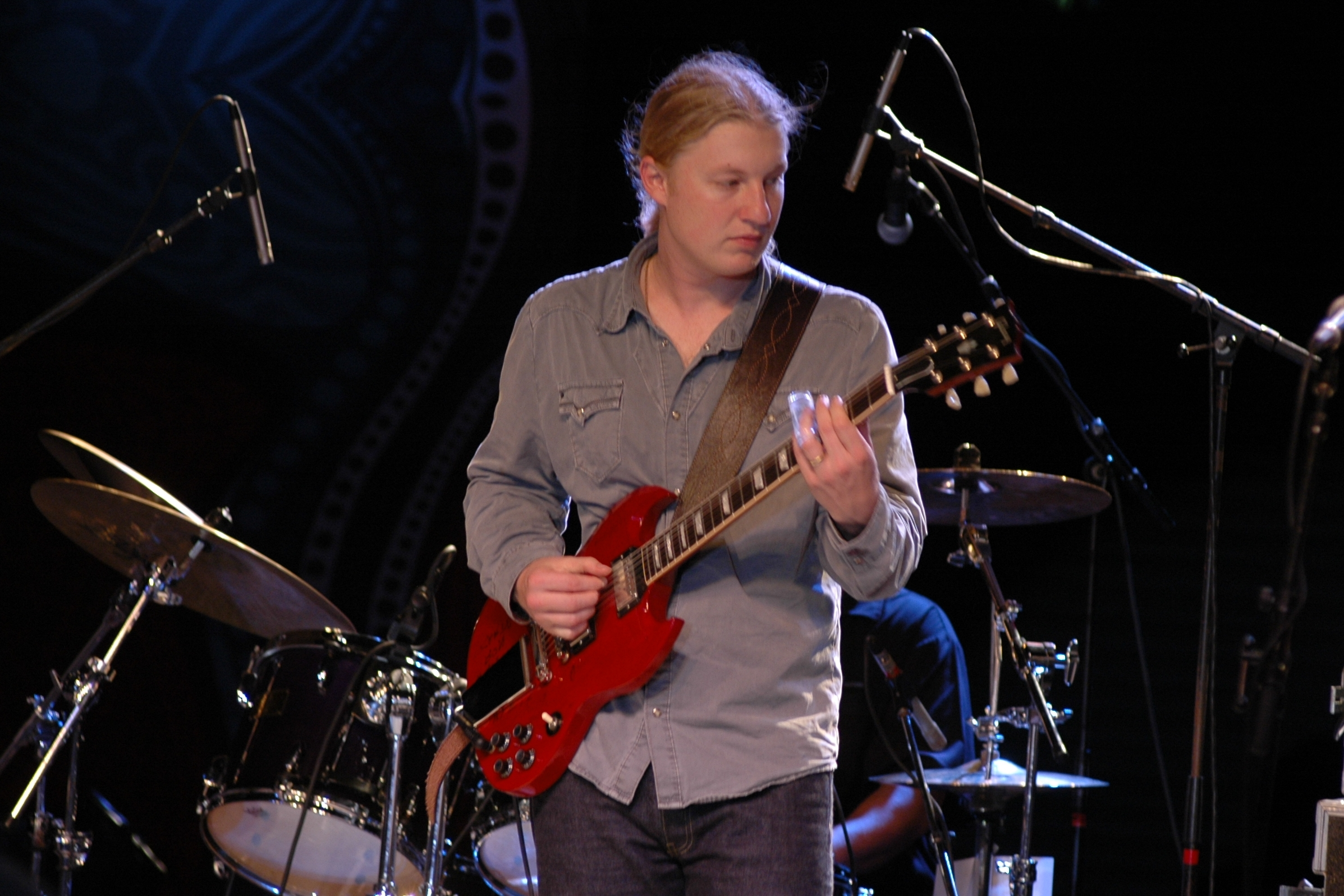
Derek Trucks in concerto con la Allman Brothers Band

Dopo l'abbandono di Betts, Haynes rientra nel gruppo. Con la nuova formazione, nel frattempo mai più mutata, il gruppo ha registrato un nuovo album: Hittin' the Note, definito da Gregg come il miglior disco realizzato in studio dai tempi di Eat a Peach. L'album raggiunge inoltre la posizione numero 37 della Billboards Chart e della Top Internet Albums.
Nel frattempo, nel 2000, Dickey Betts riforma i Great Southern insieme al figlio Duane Betts, pubblicando nel 2001 l'album Let's Get Together e successivamente la raccolta The Collectors #1 e continuando inoltre la sua attività in tour fino al 2018.
Nel 2004 è la volta dell'ultimo disco registrato dal gruppo: si tratta del live One Way Out.
Il batterista Butch Trucks scompare il 24 gennaio 2017 in seguito a un suicidio, indotto dai molti debiti finanziari accumulati negli anni. 
Il 27 maggio 2017 scompare Gregg Allman, da tempo malato di tumore al pancreas. Il suo ultimo album solista "Southern Blood", registrato poco prima della sua scomparsa, viene pubblicato postumo. 
il 18 aprile 2024 Dickey Betts scompare all'età di 80 anni. Nel 2018 ha avuto un ictus che lo aveva costretto a interrompere definitivamente la sua carriera da musicista, mentre la causa della morte è stata attribuita a una malattia polmonare. 
Il batterista Jaimoe rimane oggi l'unico membro fondatore del gruppo ancora in vita.

## Stile musicale
Gli Allman Brothers prediligevano un rock-blues vigoroso con forti influenze jazz e country (e alcuni spunti classici), immagazzinate nei furiosi e vivaci assoli di chitarra di Duane Allman, accompagnati ritmicamente da Dickey Betts, e nei diligenti tappeti sonori dell'organo Hammond da parte del fratello Gregg, nonché nelle voraci linee di basso di Berry Oakley. La caratteristica più peculiare e risaputa erano le estese jams dal vivo, con lunghe sezioni strumentali e tendenze all'improvvisazione, che ne facevano un punto di riferimento per le jam band della loro epoca, e a cui molti gruppi a venire si ispireranno.

## Riconoscimenti
- 1995: Grammy per la migliore canzone rock strumentale per la canzone Jessica[29]
- 1995: Il gruppo viene introdotto nella Rock and Roll Hall of Fame[3]
- 2003: Gregg Allman viene nominato settantesimo miglior cantante rock di tutti i tempi dalla rivista Rolling Stone.[43]
- 2003: Duane Allman (numero 9)[44], Warren Haynes (numero 23)[45], Dickey Betts (numero 58)[46] e Derek Trucks (numero 81)[47] entrano nella classifica dei 100 migliori di chitarristi di tutti i tempi secondo Rolling Stone.
- 2003: La rivista Rolling Stone classifica la Allman Brothers Band al cinquantaduesimo posto dei migliori artisti musicali rock di tutti i tempi.[48]
- 2003: La canzone Whipping Post viene inclusa tra le 500 migliori canzoni di tutti i tempi secondo Rolling Stone al posto numero 383.[49]
- 2003: L'album At Fillmore East è il quarantanovesimo album migliore di tutti i tempi secondo Rolling Stone Magazine.[50]
- 2007: La rivista Guitar World classifica gli assoli delle canzoni Jessica (numero 47)[51], Blue Sky (numero 66)[52] e Whipping Post (numero 86)[53] tra i 100 migliori assoli di tutti i tempi.

## Discografia

### Album in studio
- 1969 - The Allman Brothers Band (Atco/Capricorn)
- 1970 - Idlewild South (Atco/Capricorn)
- 1972 - Eat a Peach (Atco/Capricorn) (metà studio/metà live)
- 1973 - Brothers and Sisters (Capricorn)
- 1975 - Win, Lose or Draw (Capricorn)
- 1979 - Enlightened Rogues (Capricorn)
- 1980 - Reach for the Sky (Arista)
- 1981 - Brothers of the Road (Arista)
- 1990 - Seven Turns (Epic)
- 1991 - Shades of Two Worlds (Epic)
- 1994 - Where It All Begins (Epic)
- 2003 - Hittin' the Note (Sanctuary)

### Album dal vivo
- 1971 - At Fillmore East (Atco/Capricorn)
- 1972 - Eat a Peach (Atco/Capricorn) (metà studio/metà live)
- 1976 - Wipe the Windows, Check the Oil, Dollar Gas (Capricorn)
- 1990 - Live at Ludlow Garage: 1970
- 1992 - An Evening With the Allman Brothers Band: First Set
- 1995 - An Evening With the Allman Brothers Band: 2nd Set
- 1997 - Fillmore East 2/70
- 2000 - Peakin' at the Beacon
- 2002 - American University Washington, D.C. 12/13/70
- 2003 - S.U.N.Y. at Stonybrook: Stonybrook, NY 9/19/71
- 2003 - Atlanta International Pop Festival - 3. und 5. Juli 1970
- 2004 - One way out
- 2004 - Macon City Auditorium: 2/11/72
- 2005 - Nassau Coliseum, Uniondale, NY: 5/1/73
- 2007 - Boston Common 8-17-71
- 2014 - Live at Great Woods
- 2014 - Play All Night: Live at the Beacon Theatre 1992
- 2014 - 40
- 2016 - Live from A&R Studios
- 2017 - The Fox Box
- 2018 - Cream of the Crop 2003
- 2019 - Fillmore West '71
- 2020 - The Final Note
- 2020 - Warner Theatre, Erie, PA 7-19-05
- 2021 - Down in Texas '71
- 2022 - Syria Mosque

### Raccolte
- 1973 - Beginnings (raccolta dei primi due album della band)
- 1975 - The Road Goes On Forever
- 1989 - Dreams
- 1991 - A Decade of Hits 1969-1979
- 1992 - The Fillmore Concerts
- 2000 - The Millennium Collection: The Best of the Allman Brothers Band
- 2012 - Collected: 3 CD - 50 Tracks NL Universal Music 533 780-5
- 2020 - Trouble No More: 50th Anniversary Collection

## Formazione

### Ultima
- Gregg Allman (voce), (tastiera)
- Warren Haynes (chitarra elettrica)
- Derek Trucks (chitarra elettrica)
- Oteil Burbridge (basso)
- Jaimoe Johanson (batteria)
- Mark Quinones (batteria)

### Formazione storica
- Gregg Allman (voce, tastiera)
- Duane Allman (chitarra)
- Dickey Betts (chitarra)
- Berry Oakley (basso)
- Butch Trucks (batteria)
- Jaimoe Johanson (batteria)